# Província d'Abel Iturralde

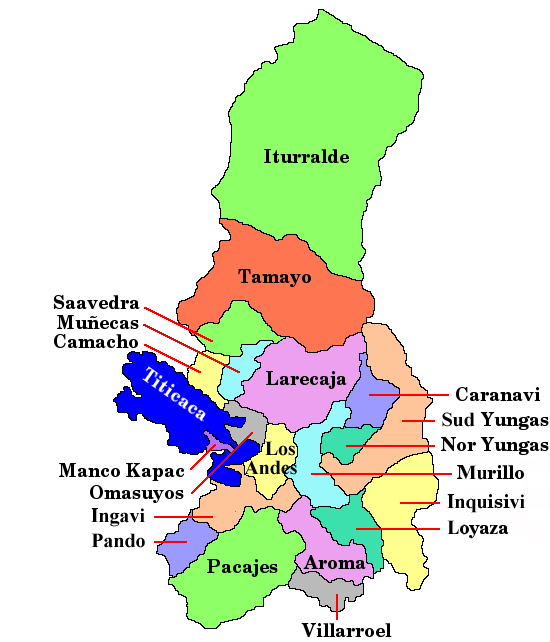
Les províncies del Departament de La Paz

La província d'Abel Iturralde és una de les 20 províncies del Departament de La Paz a Bolívia. La seva capital és Ixiamas.